# Група підтримки України в Конгресі США
Група підтримки України в Конгресі США (англ. Congressional Ukrainian Caucus, CUC) — двопартійна група підтримки України в палаті представників Конгресу США, створення в червні 1997 року у Вашингтоні, майже через шість років після проголошення незалежності України. Її завданням є «організувати об'єднання членів Конгресу, які поділяють загальну стурбованість щодо побудови міцніших двосторонніх відносин між Україною та США». Завдяки співпраці з українською американською громадою, група надає підтримку Україні, починаючи зі зусиль демократизації та ринково орієнтованих реформ, і закінчуючи інформуванням членів Конгресу щодо подій в Україні, а також лобіює підтримку України фінансами та озброєнням на тлі російсько-української війни та повномасштабного вторгнення РФ до України.
Відповідно в Сенаті США існує Група підтримки України в Сенаті США, створена в лютому 2015 року, яка складається з 15 сенаторів.

## Члени
З моменту свого заснування Український кокус Конгресу складався з членів як Демократичної, так і Республіканської партій.

### Керівники
- Марсі Каптур
- Браян Фіцпатрік
- Майк Квіглі
- Енді Харріс

### Члени
- Амі Бера (D-CA)
- Гус Біліракіс (R-FL)
- Джамал Боумен (D-NY)
- Брендан Бойл (D-PA)
- Верн Бьюкенен (R-FL)
- Майкл Берджесс (R-TX)
- Кет Каммак (R-FL)
- Андре Карсон (D-IN)
- Метт Картрайт (D-PA)
- Шон Кастен (D-IL)
- Девід Сіцилін (D-RI)
- Стів Коен (D-TN)
- Джеррі Конноллі (D-VA)
- Джим Коста (D-CA)
- Джо Кортні (D-CT)
- Джейсон Кроу (D-CO)
- Денні Девіс (D-IL)
- Мадлен Дін (D-PA)
- Роза ДеЛауро (D-CT)
- Сюзан ДельБене (D-WA)
- Деббі Дінгелл (D-MI)
- Ллойд Доггетт (D-TX)
- Рубен Гальего (D-AZ)
- Джеймі Еррера Бойтлер (R-WA)
- Браян Хіггінс (D-NY)
- Френч Хілл (R-AR)
- Джим Хаймс (D-CT)
- Елінор Холмс Нортон (D-DC)
- Стівен Хорсфорд (D-NV)
- Ронні Джексон (R-TX)
- Шейла Джексон Лі (D-TX)
- Хакім Джеффріс (D-NY)
- Білл Джонсон (R-OH)
- Mondaire Jones (D-NY)
- Девід Джойс (R-OH)
- Вільям Кітінг (D-MA)
- Енді Кім (D-NJ)
- Рон Кінд (D-WI)
- Адам Кінзінгер (R-IL)
- Раджа Крішнамурті (D-IL)
- Енн Кастер (D-NH)
- Даг Ламборн (R-CO)
- Джеймс Ланжевен (D-RI)
- Майк Левін (D-CA)
- Енді Левін (D-MI)
- Ніколь Малліотакіс (R-NY)
- Керолін Мелоні (D-NY)
- Дональд МакІчін (D-VA)
- Кеті Макморріс Роджерс (R-WA)
- Джеррі Макнерні (D-CA)
- Пітер Меєр (R-MI)
- Ден Меузер (R-PA)
- Kweisi Mfume (D-MD)
- Маріаннет Міллер-Мікс (R-IA)
- Джо Морелл (D-NY)
- Сет Моултон (D-MA)
- Френк Паллоне (D-NJ)
- Білл Паскрелл (D-NJ)
- Ненсі Пелосі (D-CA)
- Август Пфлугер (R-TX)
- Дін Філліпс (D-MN)
- Челлі Пінгрі (D-ME)
- Девід Прайс (D-NC)
- Том Рід (R-NY)
- Кетлін Райс (D-NY)
- Дебора Росс (D-NC)
- Боббі Раш (D-IL)
- Тім Раян (D-OH)
- Мері Гей Скенлон (D-PA)
- Ян Шаковський (D-IL)
- Адам Шифф (D-CA)
- Боббі Скотт (D-VA)
- Бред Шерман (D-CA)
- Мікі Шеррілл (D-NJ)
- Елісса Слоткін (D-MI)
- Адам Сміт (D-WA)
- Кріс Сміт (R-NJ)
- Вікторія Спартц (R-IN)
- Хейлі Стівенс (D-MI)
- Кріс Стюарт (R-UT)
- Ерік Суолвел (D-CA)
- Річі Торрес (D-NY)
- Лорі Трахан (D-MA)
- Фред Аптон (R-MI)
- Джекі Валорскі (R-IN)
- Деббі Вассерман Шульц (D-FL)
- Сьюзен Уайлд (D-PA)
- Джо Вілсон (R-SC)
- Стів Вомак (R-AR)